# Częstotliwość znormalizowana
Częstotliwość znormalizowana w światłowodzie (nazywana również liczbą V) jest zadana wzorem:
{\displaystyle V={\frac {2\pi a}{\lambda }}{\sqrt {{n_{1}}^{2}-{n_{2}}^{2}}}={\frac {2\pi a}{\lambda }}\mathrm {NA} ,}
gdzie:
{\displaystyle a} – promień rdzenia światłowodu,
{\displaystyle \lambda } – długość fali w próżni,
{\displaystyle n_{1}} – maksymalny współczynnik załamania rdzenia,
{\displaystyle n_{2}} – współczynnik załamania płaszcza.
Stosując definicję apertury numerycznej (NA) otrzymuje się wzór po prawej stronie równości.

## Aproksymacja
Istnieje tzw. równanie Marcuse’a służące do oszacowania promienia modu światłowodu skokowego przy wykorzystaniu liczby V:
{\displaystyle {\frac {w}{a}}\approx 0{,}65+{\frac {1{,}619}{V^{\frac {3}{2}}}}+{\frac {2{,}879}{V^{6}}},}
gdzie:
{\displaystyle a} – promień rdzenia,
{\displaystyle w} – promień krzywej Gaussa wyznaczony w punkcie, w którym natężenie mocy spada do wartości {\displaystyle {\frac {1}{e^{2}}}.}
Równanie to jest dobrym przybliżeniem dla 0,8 < V < 2,5. Dla V > 2,5 równanie przybliżenie ma zastosowanie tylko dla modu fundamentalnego.

## Wpływ
Częstotliwość znormalizowana ma wpływ na następujące zagadnienia:
- Dla wartości V < 2,405[3] światłowód może być tylko jednomodowy.
- Światłowody wielomodowe muszą mieć znacznie większą liczbę V.
- Liczba obsługiwanych modów dla światłowodu skokowego może być oszacowana za pomocą V jako:

{\displaystyle M\approx {\frac {4}{\pi ^{2}}}V^{2}}
- Liczba V określa jak duża część mocy prowadzona jest w rdzeniu. Dla małych wartości V (np. dla V = 1) zaledwie niewielka część mocy jest prowadzona w rdzeniu, jednakże dla wartości V ≈ 2,405 jest to już około 85% mocy.
- Małe wartości liczby V czynią światłowód bardziej narażonym na straty wynikające z niewielkich zgięć oraz na straty wynikające z powstawania pola zanikającego w płaszczu.
- Duże wartości liczby V mogą powodować wzrost strat wynikających z rozpraszania w rdzeniu lub na styku płaszcza z rdzeniem.